# August Kopff
August Kopff   (Heidelberg, 5 de febrer de 1882 - Heidelberg, 25 d'abril de 1960) fou un astrònom alemany que va descobrir diversos estels i asteroides. Va treballar a Heidelberg i després es va incorporar a la Universitat Humboldt de Berlín, on es va convertir en el Director de l'Institut de Càlcul Astronòmic.
Va descobrir alguns estels, inclòs el cometa periòdic 22P/Kopff i el no periòdic C/1906. Va descobrir gran nombre d'asteroides, inclosos en particular els asteroides troians (617) Pàtrocle i (624) Héctor. Un cràter de la Lluna porta el seu nom: (Kopff (cràter)).